# Popis vrsta roda Ruellia
Popis vrsta roda Ruellia
1. Ruellia acutangula Nees ex Mart.
2. Ruellia adenocalyx Lindau
3. Ruellia adenostachya Lindau
4. Ruellia affinis (Schrad.) T.Anderson
5. Ruellia albopurpurea Benoist
6. Ruellia alboviolacea Lindau
7. Ruellia altoparadisiensis U.G.Fern., Kameyama & E.A.Tripp
8. Ruellia amabilis S. Moore
9. Ruellia amapensis Wassh.
10. Ruellia amarilla E. A. Tripp & Luján
11. Ruellia amoena Sessé & Moc.
12. Ruellia amplexicaulis (Nees) Lindau
13. Ruellia anamariae A.S.Reis, A.Gil & Kameyama
14. Ruellia anaticollis Benoist
15. Ruellia angolensis I.Darbysh. & E.A.Tripp
16. Ruellia angustiflora (Nees) Lindau
17. Ruellia angustifolia Sw.
18. Ruellia angustior (Nees) Lindau
19. Ruellia ansericollis Benoist
20. Ruellia anthracina Leonard
21. Ruellia antiquorum Wassh. & J. R. I. Wood
22. Ruellia aquatica Leonard
23. Ruellia asperula (Mart. ex Ness) Lindau
24. Ruellia aurantiaca Leonard
25. Ruellia bahiensis (Nees) Morong
26. Ruellia baikiei (Hook.) Benth. & Hook.fil. ex Salomon
27. Ruellia barbillana Cufod.
28. Ruellia baurii C. B. Clarke
29. Ruellia beckii Wassh. & J. R. I. Wood
30. Ruellia beddomei C. B. Clarke
31. Ruellia bella Craib
32. Ruellia benedictina Chiov.
33. Ruellia beniana J.R.I.Wood
34. Ruellia beyrichiana (Nees) S.Moore
35. Ruellia bignoniiflora S. Moore
36. Ruellia biolleyi Lindau
37. Ruellia blanchetiana (Moric.) Lindau
38. Ruellia blechioides Sw.
39. Ruellia blechum L.
40. Ruellia blumei Steud.
41. Ruellia bolivarensis Wassh.
42. Ruellia boliviana Govaerts
43. Ruellia boranica Ensermu
44. Ruellia borneensis (S. Moore) E.A.Tripp & I.Darbysh.
45. Ruellia bourgaei Hemsl.
46. Ruellia brachysiphon (Nees) Benth. & Hook.fil.
47. Ruellia bracteata R. Br.
48. Ruellia brandbergensis Kers
49. Ruellia breedlovei T. F. Daniel
50. Ruellia brevicaulis (Nees) Lindau
51. Ruellia brevifolia (Pohl) C. Ezcurra
52. Ruellia bulbifera Lindau
53. Ruellia burttii Vollesen
54. Ruellia californica (Rose) I. M. Johnst.
55. Ruellia calimensis Wassh.
56. Ruellia capotyra Braz & I. H. F. Azevedo
57. Ruellia capuronii Benoist
58. Ruellia caracasana (Klotzsch & H.Karst. ex Nees) V.M.Badillo
59. Ruellia carmenaemiliae Llamozas
60. Ruellia carnea Balf. fil.
61. Ruellia caroliniensis (J. F. Gmel.) Steud.
62. Ruellia cataractae U.G.Fern., Kameyama & E.A.Tripp
63. Ruellia caucensis Leonard
64. Ruellia cearensis Lindau
65. Ruellia ceciliae U. G. Fern. & Kameyama
66. Ruellia cedilloi Ramamoorthy
67. Ruellia chamaedrys (Nees) Angely
68. Ruellia chapadensis U.G.Fern., Kameyama & E.A.Tripp
69. Ruellia chariessa Leonard
70. Ruellia chartacea (T.Anderson) Wassh.
71. Ruellia chichesterensis (Trudgen & P.-L.de Kock) comb. ined.
72. Ruellia ciconiicollis Benoist
73. Ruellia ciliata Hornem.
74. Ruellia ciliatiflora Hook.
75. Ruellia coccinea (L.) Vahl
76. Ruellia colombiana Leonard
77. Ruellia colonensis Wassh.
78. Ruellia comonduensis T. F. Daniel
79. Ruellia congoensis Benoist
80. Ruellia conzattii Standl.
81. Ruellia cordata Thunb.
82. Ruellia corynotheca F. Muell. ex Benth.
83. Ruellia corzoi Tharp & F. A. Barkley
84. Ruellia costaricensis (Oerst.) E. A. Tripp & Mc Dade
85. Ruellia costata (Nees) Hiern
86. Ruellia cuatrecasasii Wassh.
87. Ruellia currorii T. Anderson
88. Ruellia curupira E. C. O. Chagas & Costa-Lima
89. Ruellia curviflora Nees & Mart.
90. Ruellia cuyabensis Wassh.
91. Ruellia cyanea Bojer ex Nees
92. Ruellia davisiorum Tharp & F. A. Barkley
93. Ruellia decaryi Benoist
94. Ruellia decipiens Nees
95. Ruellia delascioi Wassh.
96. Ruellia densa (Nees) Hiern
97. Ruellia densiflora Hemsl.
98. Ruellia dequairei Benoist
99. Ruellia detonsa Benoist
100. Ruellia devosiana Jacob-Makoy ex É. Morren
101. Ruellia dielsii Mildbr.
102. Ruellia dioscoridis Napper
103. Ruellia discifolia Oliv.
104. Ruellia discolor Lecchi ex Colla
105. Ruellia dissidens Benoist
106. Ruellia dissimilis J.B.Imlay
107. Ruellia dissitifolia (Nees) Hiern
108. Ruellia dissoluta Lindau
109. Ruellia dolichosiphon Wassh. & J.R.I.Wood
110. Ruellia domatiata I.Darbysh. & E.A.Tripp
111. Ruellia domingensis Spreng. ex Nees
112. Ruellia donnell-smithii Leonard
113. Ruellia drummondiana (Nees) A. Gray
114. Ruellia drushelii Tharp & F. A. Barkley
115. Ruellia edwardsae Tharp & F. A. Barkley
116. Ruellia elegans Poir.
117. Ruellia epallocaulos Leonard ex C.Ezcurra & Wassh.
118. Ruellia eriocalyx Glaz. ex T.F.Daniel, E.A.Tripp & C.Ezcurra
119. Ruellia erythropus (Nees) Lindau
120. Ruellia eumorphantha Lindau
121. Ruellia eurycodon Lindau
122. Ruellia exilis Mc Dade & E. A. Tripp
123. Ruellia exostemma Lindau
124. Ruellia exserta Wassh. & J. R. I. Wood
125. Ruellia fiherenensis Benoist
126. Ruellia filicalyx Lindau
127. Ruellia fiorii Chiov.
128. Ruellia floribunda Hook.
129. Ruellia foetida Humb. & Bonpl. ex Willd.
130. Ruellia foliosepala T. F. Daniel
131. Ruellia forsskolii Thulin
132. Ruellia fruticosa Sessé & Moc. ex DC.
133. Ruellia fulgens (Bremek.) E. A. Tripp
134. Ruellia fulgida Andrews
135. Ruellia fulozinha E.C.O. Chagas & Costa-Lima
136. Ruellia furcata (Nees) Lindau
137. Ruellia galactophylla Chiov.
138. Ruellia geayi (Benoist) E. A. Tripp
139. Ruellia geminiflora Kunth
140. Ruellia gilva Wassh.
141. Ruellia glandulifolia U.G.Fern., Kameyama & E.A.Tripp
142. Ruellia glischrocalyx Lindau
143. Ruellia golfodulcensis Durkee
144. Ruellia gorgonensis Leonard
145. Ruellia gracilis Rusby
146. Ruellia grantii Leonard
147. Ruellia grisea Leonard
148. Ruellia gruicollis Benoist
149. Ruellia guerrerensis T. F. Daniel
150. Ruellia haematantha Lindau
151. Ruellia haenkeana (Nees) Wassh.
152. Ruellia hapalotricha Lindau
153. Ruellia harveyana Stapf
154. Ruellia hatschbachii U.G.Fern. & Kameyama
155. Ruellia haughtii (Leonard) E. A. Tripp
156. Ruellia helianthema (Nees) Profice
157. Ruellia herbstii (Hook.) Hiern
158. Ruellia heterosepala Benoist
159. Ruellia heterotricha Deflers
160. Ruellia hirsutissima (Nees) E. A. Tripp
161. Ruellia hirsutoglandulosa (Oerst.) Hemsl.
162. Ruellia holm-nielsenii Wassh.
163. Ruellia hookeriana (Nees) Hemsl.
164. Ruellia humboldtiana (Nees) Lindau
165. Ruellia humilis Nutt.
166. Ruellia hygrophila Mart.
167. Ruellia hygrophiloides (Nees) Hemsl.
168. Ruellia hypericoides (Nees) Lindau
169. Ruellia incompta (Nees) Lindau
170. Ruellia indecora Benoist
171. Ruellia inflata Rich.
172. Ruellia insignis Balf. fil.
173. Ruellia insurrecta E. C. O. Chagas & Costa-Lima
174. Ruellia intermedia Leonard
175. Ruellia inundata Kunth
176. Ruellia ischnopoda Leonard
177. Ruellia jaliscana Standl.
178. Ruellia japurensis Mart. ex Nees
179. Ruellia jeddahica Hemaid
180. Ruellia jiboia E.C.O. Chagas & Costa-Lima
181. Ruellia jimulcensis Villarreal
182. Ruellia jussieuoides Schltdl. & Cham.
183. Ruellia kalungae G.V.R.Mendonca & M.J.Silva
184. Ruellia kerrii Craib
185. Ruellia kleinii C. Ezcurra & Wassh.
186. Ruellia kuriensis Vierh.
187. Ruellia lactea Cav.
188. Ruellia lanatoglandulosa (Nees) Lindau
189. Ruellia lasiostachys Leonard
190. Ruellia laslobasensis E. A. Tripp
191. Ruellia latibracteata D. N. Gibson
192. Ruellia latisepala Benoist
193. Ruellia laxa (Nees) Lindau
194. Ruellia leonardiana Hammel
195. Ruellia lepidota Urb.
196. Ruellia leptosepala Benoist
197. Ruellia leucantha Brandegee
198. Ruellia leucobracteatus Durkee
199. Ruellia liesneri Wassh.
200. Ruellia lindaviana Taub.
201. Ruellia linearibracteolata Lindau
202. Ruellia linifolia Benoist
203. Ruellia lithophila Lindau
204. Ruellia longepetiolata (Oerst.) Hemsl.
205. Ruellia longifilamentosa Lindau
206. Ruellia longifolia Rich.
207. Ruellia longipedunculata Lindau
208. Ruellia lucindae U.G.Fern., Kameyama & E.A.Tripp
209. Ruellia lutea (Leonard) E. A. Tripp & Luján
210. Ruellia luzona Nees
211. Ruellia luzoniensis Merr.
212. Ruellia macarenensis Leonard
213. Ruellia macrantha (Nees) Hiern
214. Ruellia macrophylla Vahl
215. Ruellia macrosiphon Kurz
216. Ruellia macrosolen Lillo ex C. Ezcurra
217. Ruellia magniflora C. Ezcurra
218. Ruellia makoyana Closon
219. Ruellia malaca Leonard
220. Ruellia malacosperma Greenm.
221. Ruellia malasica (C. B. Clarke) J. B. Imlay
222. Ruellia matagalpae Lindau
223. Ruellia matudae Leonard
224. Ruellia maya T. F. Daniel
225. Ruellia mcvaughii T. F. Daniel
226. Ruellia megasphaera Lindau
227. Ruellia mellosilvae U.G.Fern., Kameyama & E.A.Tripp
228. Ruellia menthoides (Nees) Hiern
229. Ruellia metallica Leonard
230. Ruellia metziae Tharp
231. Ruellia microcalyx (Nees) Lindau
232. Ruellia mira Mc Dade & E. A. Tripp
233. Ruellia misera Benoist
234. Ruellia mollis (Nees) Lindau
235. Ruellia monanthos (Nees) Bojer ex T. Anderson
236. Ruellia morongii Britton
237. Ruellia muelleri Tharp & F. A. Barkley
238. Ruellia multifolia (Nees) Lindau
239. Ruellia napoensis Wassh.
240. Ruellia neesiana (Mart. ex Ness) Lindau
241. Ruellia neoneesiana Wassh.
242. Ruellia neowedia (Nees) Lindau
243. Ruellia nitens (Nees) Wassh.
244. Ruellia nitida (Nees) Wassh. & J. R. I. Wood
245. Ruellia nobilis (Moore) Lindau
246. Ruellia noctiflora (Nees) A. Gray
247. Ruellia nocturna Hedrén
248. Ruellia norvegigratiosa Mc Dade & E. A. Tripp
249. Ruellia novogaliciana T. F. Daniel
250. Ruellia nummularia Benoist
251. Ruellia oaxacana Leonard
252. Ruellia obliqua Pers.
253. Ruellia obtusa Nees
254. Ruellia ochroleuca Mart. ex Nees
255. Ruellia odorata E. A. Tripp & Mc Dade
256. Ruellia orthocaula (Bremek.) comb. ined.
257. Ruellia ovalifolia (Oerst.) Hemsl.
258. Ruellia oxysepala C. B. Clarke
259. Ruellia palustris Durkee
260. Ruellia panamensis (Lindau) E. A. Tripp
261. Ruellia paniculata L.
262. Ruellia panucana Lindau
263. Ruellia parryi A. Gray
264. Ruellia parva (Nees) Hemsl.
265. Ruellia parvifolia Urb.
266. Ruellia patula Jacq.
267. Ruellia pauciovulata Benoist
268. Ruellia paulayana Vierh.
269. Ruellia pedunculata Torr. ex A. Gray
270. Ruellia pedunculosa (Nees) Lindau
271. Ruellia pereducta Standl. ex Lundell
272. Ruellia perrieri Benoist
273. Ruellia petiolaris (Nees) T. F. Daniel
274. Ruellia philippinensis Elmer
275. Ruellia phyllocalyx Lindau
276. Ruellia pilosa L. fil.
277. Ruellia pinguicula U. G. Fern., Kameyama & E. A. Tripp
278. Ruellia pittieri Lindau
279. Ruellia placoidea Rendle
280. Ruellia pohlii (Nees) E. A. Tripp & T. F. Daniel
281. Ruellia poissonii Benoist
282. Ruellia potamophila Leonard
283. Ruellia praeclara Standl.
284. Ruellia praetermissa Schweinf. ex Lindau
285. Ruellia primulacea F. Muell. ex Benth.
286. Ruellia primuloides (T.Anderson ex Benth.) Heine
287. Ruellia pringlei Fernald
288. Ruellia prostrata Poir.
289. Ruellia proxima Lindau
290. Ruellia pseudopatula Ensermu
291. Ruellia pterocaulon Leonard
292. Ruellia puberula (Leonard) Tharp & F. A. Barkley
293. Ruellia pulcherrima T. Anderson ex Hemsl.
294. Ruellia pulverulenta Leonard
295. Ruellia pumila (Nees) Pav. ex B. D. Jacks.
296. Ruellia purshiana Fernald
297. Ruellia putumayensis Leonard
298. Ruellia pygmaea Donn. Sm.
299. Ruellia quadrisepala Benoist
300. Ruellia quartziticola Callm., E.A.Tripp & Phillipson
301. Ruellia quipungoensis I.Darbysh. & E.A.Tripp
302. Ruellia radicans (Nees) Lindau
303. Ruellia rasa Hiern
304. Ruellia rauhii Wassh.
305. Ruellia reitzii Wassh. & L. B. Sm.
306. Ruellia repens L.
307. Ruellia resupinata E. A. Tripp & T. F. Daniel
308. Ruellia rheophytica J. R. I. Wood & Hoyos-Gómez
309. Ruellia richardsiae Vollesen
310. Ruellia riedeliana Profice
311. Ruellia robertii (S. Moore) Wassh. ined.
312. Ruellia rosmarinus (Nees) U. G. Fern. & Kameyama
313. Ruellia rubiginosa (Nees) Lindau
314. Ruellia rubra Aubl.
315. Ruellia rufipila Rizzini
316. Ruellia ruiziana (Nees) Lindau
317. Ruellia rusbyi Leonard
318. Ruellia saccata Schmidt-Leb. & E. A. Tripp
319. Ruellia saccifera Benoist
320. Ruellia saeri Llamozas
321. Ruellia salmeronensis Llamozas
322. Ruellia salviifolia (Nees) Profice
323. Ruellia sanguinea Griseb.
324. Ruellia sarukhaniana Ramamoorthy
325. Ruellia saulensis Wassh.
326. Ruellia scabrifolia Valeton
327. Ruellia scarlatina M. J. Silva
328. Ruellia sceptrum-marianum (Vell.) Stearn
329. Ruellia schlechtendaliana (Nees) Hemsl.
330. Ruellia schnellii Wassh.
331. Ruellia serrana Profice
332. Ruellia sessilifolia (Nees) Lindau
333. Ruellia shaferiana Urb.
334. Ruellia siamensis J. B. Imlay
335. Ruellia sibua (Nees) I. M. Turner
336. Ruellia silvaecola (Mart. ex Nees) Lindau
337. Ruellia simplex C. Wright
338. Ruellia singularis Benoist
339. Ruellia siraensis Wassh.
340. Ruellia sivarajanii Sreedevi, Remadevi & Binojk.
341. Ruellia solitaria Vell.
342. Ruellia sororia Standl.
343. Ruellia spatulifolia Benoist
344. Ruellia spectabilis (Hook.) G. Nicholson
345. Ruellia spissa Leonard
346. Ruellia splendidula (Nees) Lindau
347. Ruellia sprucei Lindau
348. Ruellia standleyi Leonard
349. Ruellia stelligera Benoist
350. Ruellia stemonacanthoides (Oerst.) Hemsl.
351. Ruellia stenophylla C. B. Clarke
352. Ruellia steyermarkii Wassh.
353. Ruellia strepens L.
354. Ruellia subringens (Nees) Lindau
355. Ruellia subsessilis (Nees) Lindau
356. Ruellia suffruticosa Roxb.
357. Ruellia taboleirana E.C.O. Chagas & Costa-Lima
358. Ruellia tachiadena (Heine & A.Raynal) E.A.Tripp
359. Ruellia tarapotana Lindau
360. Ruellia terminalis (Nees) Wassh.
361. Ruellia tessmannii Mildbr.
362. Ruellia tetragona Link
363. Ruellia tetrastichantha Lindau
364. Ruellia togoensis (Lindau) Heine
365. Ruellia tolimensis Leonard
366. Ruellia trachyphylla Lindau
367. Ruellia transitoria Benoist
368. Ruellia treubiana Lindau
369. Ruellia tuberosa L.
370. Ruellia tubiflora Kunth
371. Ruellia tubulata (Nees) Pav. ex B. D. Jacks.
372. Ruellia turbinis Benoist
373. Ruellia tuxtlensis Ramamoorthy & Hornelas
374. Ruellia umbrosa M. J. Silva
375. Ruellia uribei Leonard
376. Ruellia ventricosa Poir.
377. Ruellia verbasciformis (Nees) C.Ezcurra & D.Zappi
378. Ruellia villanovensis Colla
379. Ruellia villosa (Nees) Lindau
380. Ruellia vincta Benoist
381. Ruellia violacea Aubl.
382. Ruellia viridiflora Leonard
383. Ruellia viscidula (Mart. ex Nees) Lindau
384. Ruellia wasshauseniana E. A. Tripp
385. Ruellia whitneyana E. A. Tripp
386. Ruellia woodii C. B. Clarke
387. Ruellia woolstonii C. Ezcurra
388. Ruellia wurdackii Wassh.
389. Ruellia yurimaguensis Lindau